# دوري آزادغان 2011–12
دوري آزادغان 2011–12 هو موسم من دوري آزادغان. فاز فيه نادي بيكان.